# Tarenna lancifolia
Tarenna lancifolia är en måreväxtart som beskrevs av Henry Nicholas Ridley. Tarenna lancifolia ingår i släktet Tarenna och familjen måreväxter. Inga underarter finns listade i Catalogue of Life.